# Les Effigies des peintres célèbres des Pays-Bas
Les Effigies des peintres célèbres des Pays-Bas est un ouvrage de l'humaniste, poète et artiste brugeois Dominique Lampson, publié en 1572, dont le titre original en latin est Pictorum aliquot celebrium Germaniae inferioris effigies.
Commandé par Jérôme Cock, cet ouvrage fut édité à Anvers par la veuve du commanditaire. L'ouvrage est composé de 23 gravures représentant les effigies de peintres des Pays-Bas. Ces gravures sont accompagnées de vers rédigés en latin, évoquant les œuvres principales de l'artiste dépeint, son mérite ou encore certains éléments de sa vie. Ces textes furent traduits en néerlandais dans Le grand livre des peintres de Karel van Mander, puis en français par Henri Hymans.
Pour rédiger cet ouvrage, Lampson s'est inspiré des Descrittione di tutti i Paesi Bassi (1567) de Francesco Guicciardini. Mis à part cette source textuelle, Lampson a pu recueillir de nombreuses informations auprès des peintres eux-mêmes qu'il put fréquenter à l'académie de Lambert Lombard. C'est là qu'il rencontra en effet Guillaume Key et Frans Floris.

## Peintres figurant dans l'ouvrage de Lampson
- Hubert van Eyck
- Jan van Eyck
- Jérôme Bosch
- Rogier van der Weyden
- Dirk Bouts
- Bernard van Orley
- Jan Gossaert, dit Mabuse
- Joachim Patinier
- Quentin Metsys
- Lucas de Leyde
- Jan le Hollandais, ou van Amstel
- Joos van der Beke
- Mathieu Cock
- Henri Bles
- Jean-Cornélis Vermeyen
- Pierre Coecke
- Jan van Scorel
- Lambert Lombard
- Pierre Bruegel l'Ancien
- Guillaume Key
- Lucas Gassel
- Frans Floris
- Jérôme Cock